# Ritch Brinkley
Charles Richard „Ritch“ Brinkley (* 18. März 1944 in Colorado City, Texas; † 5. November 2015 in Raleigh, North Carolina) war ein US-amerikanischer Schauspieler, der in seiner 30-jährigen Film- und Fernsehkarriere von 1972 bis 2002 in über 50 Filmen und zahlreichen Fernsehformaten mitwirkte.

## Leben
Brinkley wuchs als Sohn von Sarah und Charles B. Brinkley in Kermit auf, einer nach Kermit Roosevelt benannten Kleinstadt in Winkler County, Texas. Er hatte eine ältere Schwester namens Janice.
Während seiner Zeit in der Junior High School verdiente er sich als Assistent (engl. „legman“ oder „gofer“) von Roy Orbison etwas dazu und versorgte diesen in Auftrittspausen mit Getränken. Nach dem Ende seiner Schulzeit begann er Kommunikationswissenschaften an der University of Texas zu studieren, die er als Bachelor (B.S.) abschließen konnte, nach dem er anfänglich durchgefallen war.
Nach dem Studium begann Brinkley mit dem Straßentheater und lernte über zehn Jahre das Handwerk der Schauspielerei, unter anderem in Tennessee, Virginia, North Carolina und New York, aber vor allem am Milwaukee Repertory Theater. Zwischen 1969 and 1973 lebte Brinkley in Los Angeles; während dieser Zeit verdiente er seinen Lebensunterhalt mit Repertoiretheater und in der Erlebnisgastronomie (engl. Dinner theater).
Nach seiner Zeit in Los Angeles begann er am Asolo Conservatory for Actor Training der Florida State University zu studieren und erhielt einen Abschluss als Master of Fine Arts. Seine Masterarbeit war das Ein-Mann-Stück Hemingway: In Ernest. Das Stück wurde später auf drei Charaktere erweitert. Ab 1982 wurde er durch eine Agentur in Los Angeles betreut und er kehrte nach Südkalifornien zurück; er lebte zu dieser Zeit in einer Berggemeinde nördlich von Los Angeles.
Nach dem Ende seiner Schauspielkarriere unterrichtete er ein Jahr in Wisconsin und zog im Oktober 2000 in die Nähe von Holt bei Milton in Florida (“Florida’s canoeing capitol”). Dort verbrachte er die nächsten fünf Jahre und widmete sich seinem Hobby Kajakfahren als Mitglied des West Florida Canoe and Kayak Club. Später zog es ihn nach Navarre und er begann mit dem Schreiben; für den “The Beachcomber” verfasste er die Filmkritik-Kolumne Before the Lens und Artikel für verschiedene Medien. Er war zu dieser Zeit aktives Mitglied einer Theatergruppe und verschiedener Schreibgruppen wie den „Writers in Sandals“. In seinen späten Jahren begeisterte er sich durch seinen Hund, einen Kontinentalen Zwergspaniel, auch für Hundeschauen.
In Hoffnung auf eine Nierentransplantation verließ er Florida und zog nach Raleigh in North Carolina. Brinkley verstarb 2015 im Alter von 71 Jahren nach langer Krankheit.

## Karriere
Brinkley war Mitglied der Screen Actors Guild (SAG), der American Federation of Television and Radio Artists (AFTRA) und der Actors’ Equity Association (AEA); SAG und AFTRA firmieren seit dem Zusammenschluss 2012 als Screen Actors Guild-American Federation of Television and Radio Artists (SAG-AFTRA). Als er der Schauspielergewerkschaft beitrat gab es bereits einen Rich Brinkley; da er nicht seinen eigenen Namen verwenden konnte, fügte er ein „T“ hinzu und wurde zu Ritch Brinkley.
Als Dozent unterrichtete er am Sweet Briar College in Amherst County und als Gastdozent an der University of Wisconsin in Stevens Point.

### Film
Seine erste Film-Nebenrolle hatte Brinkley 1980 in dem US-amerikanischen Gefängnisdrama Brubaker an der Seite von Robert Redford. Er folgten weitere Rollen in Filmen wie der Musikkomödie Rhinestone (1984) mit Sylvester Stallone und Dolly Parton, als Hulk in Der Verrückte mit dem Geigenkasten (1985) an der Seite von Tom Hanks, in Houston: The Legend of Texas (1986) mit Sam Elliott, in Die Zeitfalle (1987) an der Seite von Klaus Kinski und in Jim Abrahams Verwechslungskomödie Zwei mal Zwei (1988).
Er spielte den Kapitän der „Filthy Whore“, Greybar, in Adam Resnicks Komödie Schiffsjunge ahoi! (1994) mit Chris Elliott sowie in Breakdown (1997) mit Kurt Russell. Seine letzte Filmrolle hatte Brinkley 2002 an der Seite von Sheryl Lee in dem Film Children on Their Birthdays, der auf der gleichnamigen Kurzgeschichte von Truman Capote basiert.

### Fernsehen
Einem breiten Publikum wurde Brinkley in Dolly Partons Fernseh-Varieteeshow Dolly bekannt, in der er regelmäßig die Figur des Charlie Boyle spielte.
Als beliebter Serienstar hatte er unter anderem Haupt- und Nebenrollen in Fernsehserien wie Ein Duke kommt selten allein, Polizeirevier Hill Street, Falcon Crest, Harrys wundersames Strafgericht, The Twilight Zone, Unglaubliche Geschichten, Newhart, Walker, Texas Ranger, Sabrina – Total Verhext!, dem California High School-Spin-off Saved by the Bell: The New Class sowie in zwei Folgen von Twin Peaks als Bezirksstaatsanwalt Daryl Lodwick.
Weitere Auftritte hatte er in den Sitcoms Thunder Alley, My Two Dads, Get a Life und als Kameramann Carl Wishnitski in 28 Folgen von Murphy Brown an der Seite von Candice Bergen. Diane English, die Erfinderin von Murphy Brown, schrieb zum Tode Brinkleys auf Twitter, dass sie die Rolle von „Carl“ direkt für Brinkley geschrieben hatte, nachdem sie ihn in einer anderen von ihr produzierten Show (My Sister Sam mit Pam Dawber) gesehen und kennengelernt hatte.
Im deutschsprachigen Raum war Brinkley vor allem durch seine Rolle als William der Koch in der Fernsehadaption von Die Schöne und das Biest mit Linda Hamilton und Ron Perlman bekannt.